# Đại trình diễn
Đại trình diễn là loại hình trình diễn với quy mô cực lớn, huy động rất nhiều người, phương tiện trình diễn và tiêu tốn nhiều nguồn lực các loại.

## Các loại hình trong đại trình diễn
- Trình diễn múa tập thể: Với rất nhiều người tham gia (thậm chí hàng ngàn người) múa cùng lúc trong một màn múa duy nhất. Các màn múa này người ta có thể sử dụng các đạo cụ đơn giản như đèn, cờ, hoa...
- Xếp hình, xếp chữ: Nhiều ngàn người có thể ngồi trên khán đài hoặc ngay trên sân vận động với các tấm vải, bìa màu khác nhau để xếp thành hình ảnh hay chữ. Các hình ảnh này có thể chuyển động hay có các hiệu ứng sinh động khác tùy theo khả năng trình diễn của đám đông.
- Trình diễn cùng các đạo cụ quy mô lớn: Như đêm Khai mạc Thế vận hội Olympic Bắc Kinh 2008 nhiều vận động viên đeo dây cùng lúc trình diễn các màn chạy, nhào lộn trên quả cầu khổng lồ trên Sân vận động Bắc Kinh.

## Ứng dụng đại trình diễn
Đại trình diễn thường được ứng dụng nhất trong các dịp:
- Kỷ niệm lớn của quốc gia:
- Khai mạc, bế mạc các đại hội quy mô toàn thế giới: nhất là các kỳ Olympic
- Các lễ mừng vào các dịp đặc biệt:
- Tuy nhiên, tại một vài quốc gia, đại trình diễn được tổ chức liên tục nhằm khoa trương thanh thế. Mặc dù đất nước nghèo nàn, nhân dân thiếu đói, song Bắc Triều Tiên đã liên tục tổ chức các cuộc đại trình diễn. Đất nước này là một trong những nơi tiêu tốn tiền của và các nguồn lực khác cho đại trình diễn nhiều nhất.